# 基里尔·杰尼索夫
基里尔·格奥尔基耶维奇·杰尼索夫（俄語：Кирилл Георгиевич Денисов，1988年1月25日—），俄罗斯男子柔道运动员，2015年欧洲运动会男子90公斤级金牌得主和男子团体铜牌得主、2017年世界柔道锦标赛男子100公斤级铜牌得主、2019年世界柔道锦标赛混合团体铜牌得主。